# Qimant jezik
Qimant jezik (zapadnoagavski; kimanteney, western agaw; ISO 639-3: ahg), jezik zapadne podskupine centralnokušitskih jezika kojim govori svega 1 650 ljudi u Etiopiji (1994 census), od 172 327 (1994 popis) etničkih pripadnika zapadnih Agawa, a ostali su monolingualni u amharskom [amh]. 
Postoji više dijalekata: qimant (kemant, kimant, kemanat, kamant, chemant, qemant), dembiya (dembya, dambya), hwarasa (qwara, qwarina, “kara” ), kayla, semyen, achpar i kwolasa (kwolacha).
Neke podgrupe Zapadnih Agawa, takozvani Falaše ili Crni Židovi služe se i hebrejskim [heb], a 1999. mnogi sele u Izrael.

## Vanjske poveznice
- Ethnologue (14th)
- Ethnologue (15th)